# 디안젤로 러셀

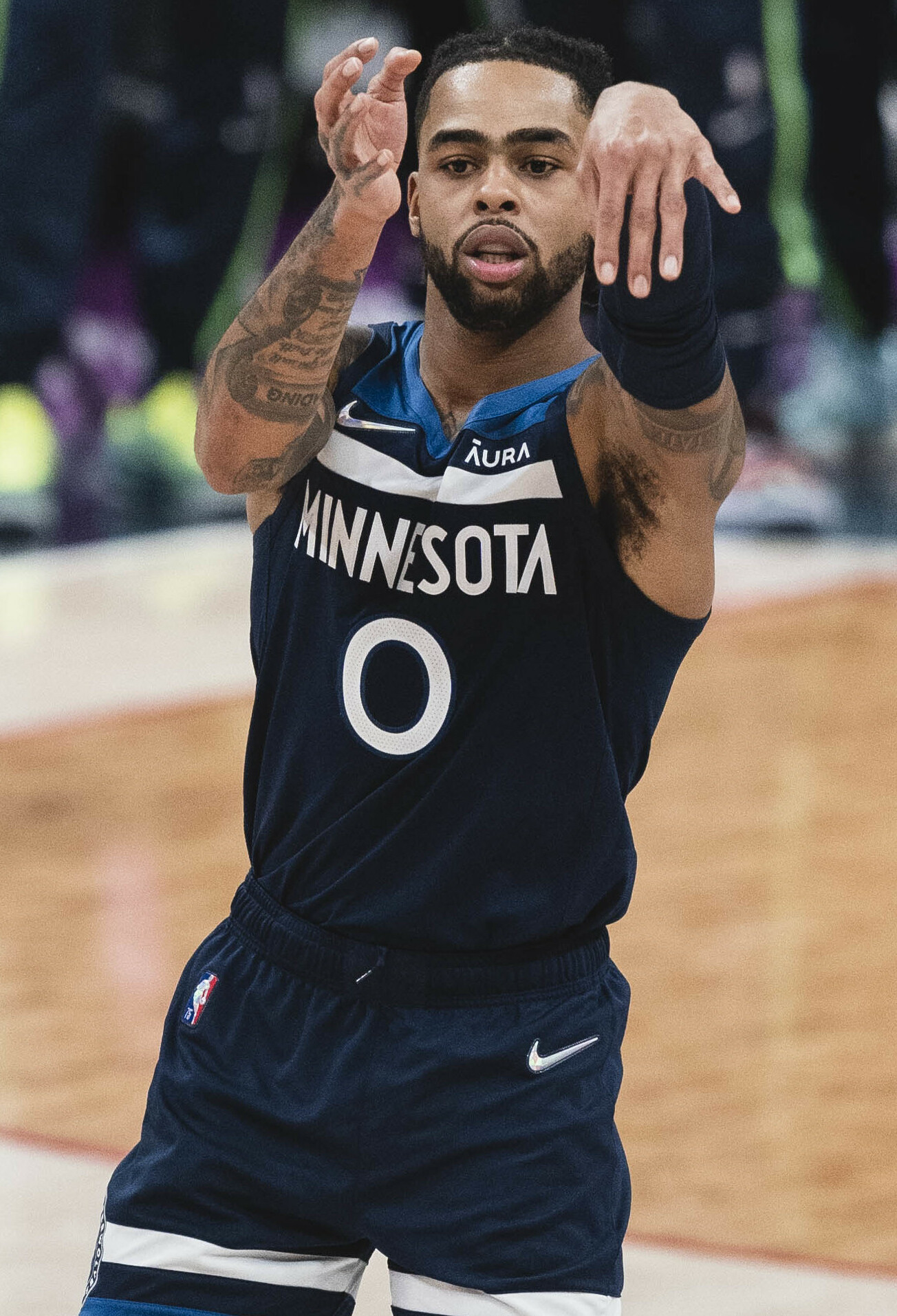

디안젤로 러셀(D'Angelo Russell, 1996년 2월 23일 ~ , 별명: "DLo")는 NBA 브루클린 네츠의 미국 프로 농구 선수이다. 2014년에 맥도날드 올 아메리칸으로 선정되었으며 오하이오 스테이트 벅아이스(Ohio State Buckeyes)에서 대학 농구 선수로 활약했다. 2015년 NBA 드래프트에서 전체 2순위로 로스앤젤레스 레이커스에 지명됐다.
포인트 가드로 활약하는 러셀은 2016년 레이커스와 함께 NBA 올루키 세컨드 팀에 지명되었다. 2017년 브루클린 네츠로 트레이드되었고 2019년 첫 올스타 선정을 받았다. 2019년 오프시즌에 그는 사인 앤 트레이드 계약을 통해 골든스테이트 워리어스에 합류한 뒤 2020년 트레이드 마감일에 미네소타 팀버울브스로 트레이드됐다. 3년 후, 그는 2023년 트레이드 마감일에 로스앤젤레스 레이커스로 다시 트레이드 되었다. 2024년 12월 29일 브루클린 네츠로 다시 트레이드 되었다.

## 프로 경력
- 로스앤젤레스 레이커스 (2015~2017)
- 브루클린 네츠 (2017~2019)
  - 2017-18 시즌: 무릎 수술
  - 2018-19 시즌: 첫 올스타 선정
- 골든스테이트 워리어스 (2019~2020)
- 미네소타 팀버울브스 (2020~2023)
- 로스앤젤레스 레이커스 (2023~2024)
- 브루클린 네츠 (2024~현재)